# Seksdagesløb
 For alternative betydninger, se Seksdagesløb (flertydig). (Se også artikler, som begynder med Seksdagesløb)
Seksdagesløb er cykelløb på bane, hvor man konkurerer i en række discipliner over 6 dage. Herunder parløb, udskilningsløb, sprint, omgang på tid, og en masse andre, som kan variere alt efter arrangørens præferencer Før i tiden kørte man seks dage i træk, og der skulle i hele løbsperioden på 6 døgn, være mindst en rytter fra hvert par på banen.
Under seksdagesløbene i Forum København i starten af 1960'erne var Kay Werner og Palle Lykke favorit som par nummer 7. Palle Lykke blev erstatning for Evan Klamer, han kunne ikke holde til den hårde sport.
Blandt kendte seksdagesløb er Københavns seksdagesløb, hvor par nummer 7 er rent dansk par. Dette blev dog ikke overholdt i 2006, da Jakob Piil var skadet og Jimmi Madsen måtte danne par med Giovanni Lombardi. Det sker med mellemrum, at det ikke er to danskere som par nummer 7.
Banesæsonen går fra september/oktober til marts. Det københavnske seksdagesløb bliver kørt i februar, og har de senere år været i Forum (1934-1997), Brøndby Hallen (1998) og senest i Ballerup Super Arena (2002, 2005-), mens Parken ikke ville tage tilbuddet uden at få det i tre år. I provinsen har Århus (1954-1961) og Herning (1974-1983, 1995-1998) desuden arrangeret løb.

## Spillefilm
Seksdagesløbet er en dansk film fra 1958 med Poul Reichhardt i hovedrollen.